# Sault Ste. Marie (Ontario)
Sault Ste. Marie je kanadské město na severozápadě provincie Ontario. Po Thunder Bay a Greater Sudbury se jedná o třetí největší město této části Ontaria. Leží na břehu řeky Saint Mary. Na protějším břehu se nachází město stejného jména, které patří do amerického unijního státu Michigan.

## Ekonomika
V minulosti i v současnosti města má velký význam výroba oceli. Další významnou firmou je St. Mary's Paper, která vyrábí papír a celulózu. Mnoho obyvatel nachází práci v tzv. call center společnosti Sutherland Group.

## Doprava
Transkanadská dálnice A17 spojuje město s Thunder Bay na západě a Greater Sudbury na jihu. S michiganským městem Sault Ste. Marie je město propojeno mostem, který se na americké straně napojuje na dálnici I-75. Highway 17 je součástí dálnice Trans-Canada Highway, která propojuje kanadská pobřeží Atlantského a Tichého oceánu.
Město plní také důležitou roli v lodní dopravě. Nachází se zde i lokální letiště.

## Sport
Nejvýznamnějším sportovním klubem města je hokejový Sault Ste. Marie Greyhounds, účastník Ontario Hockey League. Své zápasy hrává v moderní multifunkční aréně Essay Centre.

## Osobnosti města
- Phil Esposito
- Marty Turco
- Roberta Bondarová, první kanadská astronautka